# Golden Globe Award/Beste Nebendarstellerin
Gewinner und Nominierte für den Golden Globe Award in der Kategorie Beste Nebendarstellerin (Best Performance by an Actress in a Supporting Role in a Motion Picture), die die herausragendsten Schauspielleistungen des vergangenen Kalenderjahres prämiert. Die Kategorie wurde im Jahr 1944 ins Leben gerufen.
38 Mal wurde die Preisträgerin später mit dem Oscar ausgezeichnet, was zuletzt 2025, mit der Preisvergabe an Zoë Saldaña (Emilia Pérez), geschah. 1953, 1959, 1974, 1976 und 2021 fand die preisgekrönte Filmrolle keine Berücksichtigung für den Oscar. 2009 wurde die Britin Kate Winslet für ihre Rolle in Der Vorleser später mit dem Oscar in der Kategorie Beste Hauptdarstellerin ausgezeichnet.
60 Mal konnten US-amerikanische Schauspielerinnen den Darstellerpreis erringen (darunter Darstellerinnen mit doppelter Staatsbürgerschaft wie Lilia Skala oder Ann-Margret), gefolgt von ihren Kolleginnen aus Großbritannien (11 Siege). Schauspielerinnen aus dem deutschsprachigen Raum konkurrierten in der Vergangenheit fünf Mal vergeblich um die Auszeichnung, jeweils für ihre Arbeit in englischsprachigen Filmproduktionen: 1962 Lotte Lenya für Der römische Frühling der Mrs. Stone, 1964 Liselotte Pulver für Staatsaffären, 1964 und 1978 Lilia Skala für Lilien auf dem Felde beziehungsweise Der Tanzpalast und 1977 Marthe Keller für Der Marathon-Mann. Die bisher einzige Schauspielerin die für eine nicht-englischsprachige Rolle nominiert wurde, war 1974 die Italienerin Valentina Cortese für die französischsprachige Produktion Die amerikanische Nacht.
| Statistik                          | Name              | Anzahl | Jahr                          |
| ---------------------------------- | ----------------- | ------ | ----------------------------- |
| Häufigste Auszeichnungen           | Karen Black       | 2      | 1971, 1975                    |
| Häufigste Auszeichnungen           | Ruth Gordon       | 2      | 1966, 1969                    |
| Häufigste Auszeichnungen           | Angela Lansbury   | 2      | 1946, 1963                    |
| Häufigste Auszeichnungen           | Agnes Moorehead   | 2      | 1945, 1965                    |
| Häufigste Auszeichnungen           | Meryl Streep      | 2      | 1980, 2003                    |
| Häufigste Auszeichnungen           | Kate Winslet      | 2      | 2009, 2016                    |
| Häufigste Nominierungen (* = Sieg) | Maureen Stapleton | 5      | 1959, 1971*, 1972, 1979, 1982 |
| Häufigste Nominierungen ohne Sieg  | Lee Grant         | 5      | 1952, 1968, 1971, 1976, 1977  |

Die unten aufgeführten Filme werden mit ihrem deutschen Verleihtitel (sofern ermittelbar) angegeben, danach folgt in Klammern in kursiver Schrift der fremdsprachige Originaltitel. Die Nennung des Originaltitels entfällt, wenn deutscher und fremdsprachiger Filmtitel identisch sind. Die Gewinner stehen hervorgehoben an erster Stelle. Mit einem * gekennzeichnet sind Schauspielerinnen, die später den Oscar für die Beste Nebenrolle des Jahres gewannen.

## 1940er Jahre
1944
Katina Paxinou* – Wem die Stunde schlägt (For Whom the Bell Tolls)

1945
Agnes Moorehead – Tagebuch einer Frau (Mrs. Parkington)

1946
Angela Lansbury – Das Bildnis des Dorian Gray (The Picture of Dorian Gray)

1947
Anne Baxter* – Auf Messers Schneide (The Razor’s Edge)

1948
Celeste Holm* – Tabu der Gerechten (Gentleman’s Agreement)

1949
Ellen Corby – Geheimnis der Mutter (I Remember Mama)

## 1950er Jahre
1950
Mercedes McCambridge* – Der Mann, der herrschen wollte (All the King’s Men)
- Miriam Hopkins – Die Erbin (The Heiress)

1951
Josephine Hull* – Mein Freund Harvey (Harvey)
- Judy Holliday – Ehekrieg (Adam’s Rib)
- Thelma Ritter – Alles über Eva (All About Eve)

1952
Kim Hunter* – Endstation Sehnsucht (A Streetcar Named Desire)
- Lee Grant – Polizeirevier 21 (Detective Story)
- Thelma Ritter – SOS – Zwei Schwiegermütter (The Mating Season)

1953
Katy Jurado – Zwölf Uhr mittags (High Noon)
- Gloria Grahame* – Stadt der Illusionen (The Bad and the Beautiful)
- Mildred Dunnock – Viva Zapata!

1954
Grace Kelly – Mogambo

1955
Jan Sterling – Es wird immer wieder Tag (The High and the Mighty)

1956
Marisa Pavan – Die tätowierte Rose (The Rose Tattoo)

1957
Eileen Heckart – Böse Saat (The Bad Seed)
- Mildred Dunnock – Baby Doll – Begehre nicht des anderen Weib (Baby Doll)
- Marjorie Main – Lockende Versuchung (Friendly Persuasion)
- Dorothy Malone* – In den Wind geschrieben (Written on the Wind)
- Patty McCormack – Böse Saat (The Bad Seed)

1958
Elsa Lanchester – Zeugin der Anklage (Witness for the Prosecution)
- Mildred Dunnock – Glut unter der Asche (Peyton Place)
- Hope Lange – Glut unter der Asche (Peyton Place)
- Heather Sears – Esther Costello (The Story of Esther Costello)
- Miyoshi Umeki* – Sayonara

1959
Hermione Gingold – Gigi
- Peggy Cass – Die tolle Tante (Auntie Mame)
- Wendy Hiller* – Getrennt von Tisch und Bett (Separate Tables)
- Maureen Stapleton – Das Leben ist Lüge (Lonelyhearts)
- Cara Williams – Flucht in Ketten (The Defiant Ones)

## 1960er Jahre
1960
Susan Kohner – Solange es Menschen gibt (Imitation of Life)
- Edith Evans – Geschichte einer Nonne (The Nun’s Story)
- Estelle Hemsley – Spring über Deinen Schatten (Take a Giant Step)
- Juanita Moore – Solange es Menschen gibt (Imitation of Life)
- Shelley Winters* – Das Tagebuch der Anne Frank (The Diary of Anne Frank)

1961
Janet Leigh – Psycho
- Ina Balin – Von der Terrasse (From the Terrace)
- Shirley Jones* – Elmer Gantry
- Shirley Knight – Das Dunkel am Ende der Treppe (The Dark at the Top of the Stairs)
- Mary Ure – Söhne und Liebhaber (Sons and Lovers)

1962
Rita Moreno* – West Side Story
- Fay Bainter – Infam (The Children’s Hour)
- Judy Garland – Urteil von Nürnberg (Judgment at Nuremberg)
- Lotte Lenya – Der römische Frühling der Mrs. Stone (The Roman Spring of Mrs. Stone)
- Pamela Tiffin – Eins, Zwei, Drei (One, Two, Three)

1963
Angela Lansbury – Botschafter der Angst (The Manchurian Candidate)
- Patty Duke* – Licht im Dunkel (The Miracle Worker)
- Hermione Gingold – Music Man (The Music Man)
- Shirley Knight – Süßer Vogel Jugend (Sweet Bird of Youth)
- Susan Kohner – Freud
- Gabriella Pallotta – Es begann in Rom (The Pigeon That Took Rome)
- Martha Raye – Spiel mit mir (Billy Rose’s Jumbo)
- Kay Stevens – Männer, die das Leben lieben (The Interns)
- Jessica Tandy – Hemingways Abenteuer eines jungen Mannes (Hemingway’s Adventures of a Young Man)
- Tarita – Meuterei auf der Bounty (Mutiny on the Bounty)

1964
Margaret Rutherford* – Hotel International (The V.I.P.s)
- Diane Baker – Der Preis (The Prize)
- Joan Greenwood – Tom Jones – Zwischen Bett und Galgen (Tom Jones)
- Wendy Hiller – Puppen unterm Dach (Toys in the Attic)
- Linda Marsh – Die Unbezwingbaren (America, America)
- Patricia Neal – Der Wildeste unter Tausend (Hud)
- Liselotte Pulver – Staatsaffären (A Global Affair)
- Lilia Skala – Lilien auf dem Felde (Lilies of the Field)

1965
Agnes Moorehead – Wiegenlied für eine Leiche (Hush … Hush, Sweet Charlotte)
- Elizabeth Ashley – Die Unersättlichen (The Carpetbaggers)
- Grayson Hall – Die Nacht des Leguans (The Night of the Iguana)
- Lilja Kedrowa* – Alexis Sorbas (Alexis Zorbas)
- Ann Sothern – Der Kandidat (The Best Man)

1966
Ruth Gordon – Verdammte, süße Welt (Inside Daisy Clover)
- Joan Blondell – Cincinnati Kid (The Cincinnati Kid)
- Joyce Redman – Othello
- Thelma Ritter – Boeing-Boeing (Boeing Boeing)
- Peggy Wood – Meine Lieder – meine Träume (The Sound of Music)

1967
Jocelyne LaGarde – Hawaii
- Sandy Dennis* – Wer hat Angst vor Virginia Woolf? (Who’s Afraid of Virginia Woolf?)
- Vivien Merchant – Der Verführer läßt schön grüßen (Alfie)
- Geraldine Page – Big Boy – Jetzt wirst du ein Mann (You're a Big Boy Now)
- Shelley Winters – Der Verführer läßt schön grüßen (Alfie)

1968
Carol Channing – Modern Millie (Thoroughly Modern Millie)
- Quentin Dean – In der Hitze der Nacht (In the Heat of the Night)
- Lillian Gish – Die Stunde der Komödianten (The Comedians)
- Lee Grant – In der Hitze der Nacht (In the Heat of the Night)
- Prunella Ransome – Die Herrin von Thornhill (Far from the Madding Crowd)
- Beah Richards – Rat mal, wer zum Essen kommt (Guess Who’s Coming to Dinner)

1969
Ruth Gordon* – Rosemaries Baby (Rosemary’s Baby)
- Barbara Hancock – Der goldene Regenbogen (Finian’s Rainbow)
- Abbey Lincoln – Liebling (For Love of Ivy)
- Sondra Locke – Das Herz ist ein einsamer Jäger (The Heart Is a Lonely Hunter)
- Jane Merrow – Der Löwe im Winter (The Lion in Winter)

## 1970er Jahre
1970
Goldie Hawn* – Die Kaktusblüte (Cactus Flower)
- Marianne McAndrew – Hello, Dolly!
- Siân Phillips – Goodbye, Mr. Chips
- Brenda Vaccaro – Asphalt-Cowboy (Midnight Cowboy)
- Susannah York – Nur Pferden gibt man den Gnadenschuß (They Shoot Horses, Don't They?)

1971
Karen Black – Five Easy Pieces – Ein Mann sucht sich selbst (Five Easy Pieces)

Maureen Stapleton – Airport
- Tina Chen – Herrscher der Insel (The Hawaiians)
- Lee Grant – Der Hausbesitzer (The Landlord)
- Sally Kellerman – M.A.S.H. (MASH)

1972
Ann-Margret – Die Kunst zu lieben (Carnal Knowledge)
- Ellen Burstyn – Die letzte Vorstellung (The Last Picture Show)
- Cloris Leachman* – Die letzte Vorstellung (The Last Picture Show)
- Diana Rigg – Hospital (The Hospital)
- Maureen Stapleton – Hotelgeflüster (Plaza Suite)

1973
Shelley Winters – Die Höllenfahrt der Poseidon (The Poseidon Adventure)
- Marisa Berenson – Cabaret
- Jeannie Berlin – Pferdewechsel in der Hochzeitsnacht (The Heartbreak Kid)
- Helena Kallianiotes – Round Up (Kansas City Bomber)
- Geraldine Page – Peter und Tillie (Pete ’n' Tillie)

1974
Linda Blair – Der Exorzist (The Exorcist)
- Valentina Cortese – Die amerikanische Nacht (La nuit américaine)
- Madeline Kahn – Paper Moon
- Kate Reid – Empfindliches Gleichgewicht (A Delicate Balance)
- Sylvia Sidney – Sommerwünsche – Winterträume (Summer Wishes, Winter Dreams)

1975
Karen Black – Der große Gatsby (The Great Gatsby)
- Beatrice Arthur – Mame
- Jennifer Jones – Flammendes Inferno (The Towering Inferno)
- Madeline Kahn – Frankenstein Junior (Young Frankenstein)
- Diane Ladd – Alice lebt hier nicht mehr (Alice Doesn't Live Here Anymore)

1976
Brenda Vaccaro – Einmal ist nicht genug (Jacqueline Susann's Once Is Not Enough)
- Ronee Blakley – Nashville
- Geraldine Chaplin – Nashville
- Lee Grant* – Shampoo
- Barbara Harris – Nashville
- Lily Tomlin – Nashville

1977
Katharine Ross – Reise der Verdammten (Voyage of the Damned)
- Lee Grant – Reise der Verdammten (Voyage of the Damned)
- Marthe Keller – Der Marathon-Mann (Marathon Man)
- Piper Laurie – Carrie – Des Satans jüngste Tochter (Carrie)
- Bernadette Peters – Mel Brooks’ letzte Verrücktheit: Silent Movie (Silent Movie)
- Shelley Winters – Ein Haar in der Suppe (Next Stop, Greenwich Village)

1978
Vanessa Redgrave* – Julia
- Ann-Margret – Die Abenteuer des Joseph Andrews (Joseph Andrews)
- Joan Blondell – Opening Night
- Leslie Browne – Am Wendepunkt (The Turning Point)
- Quinn Cummings – Der Untermieter (The Goodbye Girl)
- Lilia Skala – Der Tanzpalast (Roseland)

1979
Dyan Cannon – Der Himmel soll warten (Heaven Can Wait)
- Carol Burnett – Eine Hochzeit (A Wedding)
- Maureen Stapleton – Innenleben (Interiors)
- Meryl Streep – Die durch die Hölle gehen (The Deer Hunter)
- Mona Washbourne – Stevie

## 1980er Jahre
1980
Meryl Streep* – Kramer gegen Kramer (Kramer vs. Kramer)
- Jane Alexander – Kramer gegen Kramer (Kramer vs. Kramer)
- Kathleen Beller – Wenn das Schicksal es will (Promises in the Dark)
- Candice Bergen – Auf ein Neues (Starting Over)
- Valerie Harper – Das zweite Kapitel (Chapter Two)

1981
Mary Steenburgen* – Melvin und Howard (Melvin and Howard)
- Lucie Arnaz – The Jazz Singer
- Beverly D’Angelo – Nashville Lady (Coal Miner’s Daughter)
- Cathy Moriarty – Wie ein wilder Stier (Raging Bull)
- Debra Winger – Urban Cowboy

1982
Joan Hackett – Mrs. Hines und Tochter (Only When I Laugh)
- Jane Fonda – Am goldenen See (On Golden Pond)
- Kristy McNichol – Mrs. Hines und Tochter (Only When I Laugh)
- Maureen Stapleton* – Reds
- Mary Steenburgen – Ragtime

1983
Jessica Lange* – Tootsie
- Cher – Komm zurück, Jimmy Dean (Come Back to the Five and Dime, Jimmy Dean, Jimmy Dean)
- Lainie Kazan – Ein Draufgänger in New York (My Favourite Year)
- Kim Stanley – Frances
- Lesley Ann Warren – Victor/Victoria (Victor Victoria)

1984
Cher – Silkwood
- Barbara Carrera – Sag niemals nie (Never Say Never Again)
- Tess Harper – Comeback der Liebe (Tender Mercies)
- Linda Hunt* – Ein Jahr in der Hölle (The Year of Living Dangerously)
- Joanna Pacuła – Gorky Park

1985
Peggy Ashcroft* – Reise nach Indien (A Passage to India)
- Drew Barrymore – Triple Trouble (Irreconcilable Differences)
- Kim Basinger – Der Unbeugsame (The Natural)
- Jacqueline Bisset – Unter dem Vulkan (Under the Volcano)
- Melanie Griffith – Der Tod kommt zweimal (Body Double)
- Christine Lahti – Swing Shift – Liebe auf Zeit (Swing Shift)
- Lesley Ann Warren – Der Songschreiber (Songwriter)

1986
Meg Tilly – Agnes – Engel im Feuer (Agnes of God)
- Sônia Braga – Kuß der Spinnenfrau (Kiss of the Spider Woman)
- Anjelica Huston* – Die Ehre der Prizzis (Prizzi’s Honor)
- Amy Madigan – Zweimal im Leben (Twice in a Lifetime)
- Kelly McGillis – Der einzige Zeuge (Witness)
- Oprah Winfrey – Die Farbe Lila (The Color Purple)

1987
Maggie Smith – Zimmer mit Aussicht (A Room with a View)
- Linda Kozlowski – Crocodile Dundee – Ein Krokodil zum Küssen (Crocodile Dundee)
- Mary Elizabeth Mastrantonio – Die Farbe des Geldes (The Color of Money)
- Cathy Tyson – Mona Lisa
- Dianne Wiest* – Hannah und ihre Schwestern (Hannah and Her Sisters)

1988
Olympia Dukakis* – Mondsüchtig (Moonstruck)
- Norma Aleandro – Gaby – Eine wahre Geschichte (Gaby: A True Story)
- Anne Archer – Eine verhängnisvolle Affäre (Fatal Attraction)
- Anne Ramsey – Schmeiß’ die Mama aus dem Zug! (Throw Momma from the Train)
- Vanessa Redgrave – Das stürmische Leben des Joe Orton (Prick Up Your Ears)

1989
Sigourney Weaver – Die Waffen der Frauen (Sigourney Weaver)
- Sônia Braga – Mond über Parador (Moon Over Parador)
- Barbara Hershey – Die letzte Versuchung Christi (The Last Temptation of Christ)
- Lena Olin – Die unerträgliche Leichtigkeit des Seins (The Unbearable Lightness of Being)
- Diane Venora – Bird

## 1990er Jahre
1990
Julia Roberts – Magnolien aus Stahl (Steel Magnolias)
- Bridget Fonda – Scandal
- Brenda Fricker* – Mein linker Fuß (My Left Foot)
- Laura San Giacomo – Sex, Lügen und Video (Sex, Lies, and Videotape)
- Dianne Wiest – Eine Wahnsinnsfamilie (Parenthood)

1991
Whoopi Goldberg* – Ghost – Nachricht von Sam (Ghost)
- Lorraine Bracco – GoodFellas – Drei Jahrzehnte in der Mafia (Goodfellas)
- Diane Ladd – Wild at Heart – Die Geschichte von Sailor und Lula (Wild at Heart)
- Shirley MacLaine – Grüße aus Hollywood (Postcards from the Edge)
- Mary McDonnell – Der mit dem Wolf tanzt (Dances with Wolves)
- Winona Ryder – Meerjungfrauen küssen besser (Mermaids)

1992
Mercedes Ruehl* – König der Fischer (The Fisher King)
- Nicole Kidman – Billy Bathgate
- Diane Ladd – Die Lust der schönen Rose (Rambling Rose)
- Juliette Lewis – Kap der Angst (Cape Fear)
- Jessica Tandy – Grüne Tomaten (Fried Green Tomatoes)

1993
Joan Plowright – Verzauberter April (Enchanted April)
- Geraldine Chaplin – Chaplin
- Judy Davis – Ehemänner und Ehefrauen (Husbands and Wives)
- Miranda Richardson – Verhängnis (Damage)
- Alfre Woodard – Passion Fish

1994
Winona Ryder – Zeit der Unschuld (The Age of Innocence)
- Penelope Ann Miller – Carlito’s Way
- Rosie Perez – Fearless – Jenseits der Angst (Fearless)
- Anna Paquin* – Das Piano (The Piano)
- Emma Thompson – Im Namen des Vaters (In the Name of the Father)

1995
Dianne Wiest* – Bullets Over Broadway
- Kirsten Dunst – Interview mit einem Vampir (Interview with the Vampire: The Vampire Chronicles)
- Sophia Loren – Prêt-à-Porter
- Uma Thurman – Pulp Fiction
- Robin Wright – Forrest Gump

1996
Mira Sorvino* – Geliebte Aphrodite (Mighty Aphrodite)
- Anjelica Huston – Crossing Guard – Es geschah auf offener Straße (The Crossing Guard)
- Kathleen Quinlan – Apollo 13
- Kyra Sedgwick – Power of Love (Something to Talk About)
- Kate Winslet – Sinn und Sinnlichkeit (Sense and Sensibility)

1997
Lauren Bacall – Liebe hat zwei Gesichter (The Mirror Has Two Faces)
- Joan Allen – Hexenjagd (The Crucible)
- Juliette Binoche* – Der englische Patient (The English Patient)
- Barbara Hershey – Portrait of a Lady (The Portrait of a Lady)
- Marianne Jean-Baptiste – Lügen und Geheimnisse (Secrets & Lies)
- Marion Ross – Jahre der Zärtlichkeit – Die Geschichte geht weiter (The Evening Star)

1998
Kim Basinger* – L.A. Confidential
- Joan Cusack – In & Out
- Julianne Moore – Boogie Nights
- Gloria Stuart – Titanic
- Sigourney Weaver – Der Eissturm (The Ice Storm)

1999
Lynn Redgrave – Gods and Monsters
- Kathy Bates – Mit aller Macht (Primary Colors)
- Brenda Blethyn – Little Voice
- Judi Dench* – Shakespeare in Love
- Sharon Stone – The Mighty – Gemeinsam sind sie stark (The Mighty)

## 2000er Jahre
2000
Angelina Jolie* – Durchgeknallt (Girl, Interrupted)
- Cameron Diaz – Being John Malkovich
- Catherine Keener – Being John Malkovich
- Samantha Morton – Sweet and Lowdown
- Natalie Portman – Überall, nur nicht hier (Anywhere But Here)
- Chloë Sevigny – Boys Don’t Cry

2001
Kate Hudson – Almost Famous – Fast berühmt (Almost Famous)
- Judi Dench – Chocolat – Ein kleiner Biss genügt (Chocolat)
- Frances McDormand – Almost Famous – Fast berühmt (Almost Famous)
- Julie Walters – Billy Elliot – I Will Dance (Billy Elliot)
- Catherine Zeta-Jones – Traffic – Macht des Kartells (Traffic)

2002
Jennifer Connelly* – A Beautiful Mind – Genie und Wahnsinn (A Beautiful Mind)
- Cameron Diaz – Vanilla Sky
- Helen Mirren – Gosford Park
- Maggie Smith – Gosford Park
- Marisa Tomei – In the Bedroom
- Kate Winslet – Iris

2003
Meryl Streep – Adaption – Der Orchideen-Dieb (Adaptation.)
- Kathy Bates – About Schmidt
- Cameron Diaz – Gangs of New York
- Queen Latifah – Chicago
- Susan Sarandon – Igby (Igby Goes Down)

2004
Renée Zellweger* – Unterwegs nach Cold Mountain (Cold Mountain)
- Maria Bello – The Cooler – Alles auf Liebe (The Cooler)
- Patricia Clarkson – Pieces of April – Ein Tag mit April Burns (Pieces of April)
- Hope Davis – American Splendor
- Holly Hunter – Dreizehn (Holly Hunter)

2005
Natalie Portman – Hautnah (Closer)
- Cate Blanchett* – Aviator (The Aviator)
- Laura Linney – Kinsey – Die Wahrheit über Sex (Kinsey)
- Virginia Madsen – Sideways
- Meryl Streep – Der Manchurian Kandidat (The Manchurian Candidate)

2006
Rachel Weisz* – Der ewige Gärtner (The Constant Gardener)
- Scarlett Johansson – Match Point
- Shirley MacLaine – In den Schuhen meiner Schwester (In Her Shoes)
- Frances McDormand – Kaltes Land (North Country)
- Michelle Williams – Brokeback Mountain

2007
Jennifer Hudson* – Dreamgirls
- Adriana Barraza – Babel
- Cate Blanchett – Tagebuch eines Skandals (Notes on a Scandal)
- Emily Blunt – Der Teufel trägt Prada (The Devil Wears Prada)
- Rinko Kikuchi – Babel

2008
Cate Blanchett – I’m Not There
- Julia Roberts – Der Krieg des Charlie Wilson (Charlie Wilson’s War)
- Saoirse Ronan – Abbitte (Atonement)
- Amy Ryan – Gone Baby Gone – Kein Kinderspiel (Gone Baby Gone)
- Tilda Swinton* – Michael Clayton

2009
Kate Winslet – Der Vorleser (The Reader)
- Amy Adams – Glaubensfrage (Doubt)
- Penélope Cruz* – Vicky Cristina Barcelona
- Viola Davis – Glaubensfrage (Doubt)
- Marisa Tomei – The Wrestler – Ruhm, Liebe, Schmerz (The Wrestler)

## 2010er Jahre
2010
Mo’Nique* – Precious – Das Leben ist kostbar (Precious: Based on the Novel Push by Sapphire)
- Penélope Cruz – Nine
- Vera Farmiga – Up in the Air
- Anna Kendrick – Up in the Air
- Julianne Moore – A Single Man

2011
Melissa Leo* – The Fighter
- Amy Adams – The Fighter
- Helena Bonham Carter – The King’s Speech
- Mila Kunis – Black Swan
- Jacki Weaver – Königreich des Verbrechens

2012
Octavia Spencer* – The Help
- Bérénice Bejo – The Artist
- Jessica Chastain – The Help
- Janet McTeer – Albert Nobbs
- Shailene Woodley – The Descendants – Familie und andere Angelegenheiten (The Descendants)

2013
Anne Hathaway* – Les Misérables
- Amy Adams – The Master
- Sally Field – Lincoln
- Helen Hunt – The Sessions – Wenn Worte berühren (The Sessions)
- Nicole Kidman – The Paperboy

2014
Jennifer Lawrence – American Hustle
- Sally Hawkins – Blue Jasmine
- Lupita Nyong’o* – 12 Years a Slave
- Julia Roberts – Im August in Osage County (August: Osage County)
- June Squibb – Nebraska

2015
Patricia Arquette* – Boyhood
- Jessica Chastain – A Most Violent Year
- Keira Knightley – The Imitation Game – Ein streng geheimes Leben (The Imitation Game)
- Emma Stone – Birdman oder (Die unverhoffte Macht der Ahnungslosigkeit) (Birdman or (The Unexpected Virtue of Ignorance))
- Meryl Streep – Into the Woods

2016
Kate Winslet – Steve Jobs
- Jane Fonda – Ewige Jugend (Youth)
- Jennifer Jason Leigh – The Hateful Eight
- Helen Mirren – Trumbo
- Alicia Vikander – Ex Machina

2017
Viola Davis* – Fences
- Naomie Harris – Moonlight
- Nicole Kidman – Lion – Der lange Weg nach Hause (Lion)
- Octavia Spencer – Hidden Figures – Unerkannte Heldinnen (Hidden Figures)
- Michelle Williams – Manchester by the Sea

2018
Allison Janney* – I, Tonya
- Mary J. Blige – Mudbound
- Hong Chau – Downsizing
- Laurie Metcalf – Lady Bird
- Octavia Spencer – Shape of Water – Das Flüstern des Wassers (The Shape of Water)

2019
Regina King* – If Beale Street Could Talk
- Amy Adams – Vice – Der zweite Mann (Vice)
- Claire Foy – Aufbruch zum Mond (First Man)
- Emma Stone – The Favourite – Intrigen und Irrsinn (The Favourite)
- Rachel Weisz – The Favourite – Intrigen und Irrsinn (The Favourite)

## 2020er Jahre
2020
Laura Dern* – Marriage Story
- Kathy Bates – Der Fall Richard Jewell (Richard Jewell)
- Annette Bening – The Report
- Jennifer Lopez – Hustlers
- Margot Robbie – Bombshell – Das Ende des Schweigens (Bombshell)

2021
Jodie Foster – The Mauritanian
- Glenn Close – Hillbilly-Elegie
- Olivia Colman – The Father
- Amanda Seyfried – Mank
- Helena Zengel – Neues aus der Welt

2022
Ariana DeBose* – West Side Story
- Caitriona Balfe – Belfast
- Kirsten Dunst – The Power of the Dog
- Aunjanue Ellis – King Richard
- Ruth Negga – Seitenwechsel (Passing)

2023
Angela Bassett – Black Panther: Wakanda Forever
- Kerry Condon – The Banshees of Inisherin
- Jamie Lee Curtis* – Everything Everywhere All at Once
- Dolly de Leon – Triangle of Sadness
- Carey Mulligan – She Said

2024
Da’Vine Joy Randolph* – The Holdovers
- Emily Blunt – Oppenheimer
- Danielle Brooks – Die Farbe Lila (The Color Purple)
- Jodie Foster – Nyad
- Julianne Moore – May December
- Rosamund Pike – Saltburn

2025
Zoe Saldaña – Emilia Pérez
- Selena Gomez – Emilia Pérez
- Ariana Grande – Wicked
- Felicity Jones – Der Brutalist (The Brutalist)
- Margaret Qualley – The Substance
- Isabella Rossellini – Konklave (Conclave)

* = Schauspielerinnen, die später den Oscar für die Beste Nebenrolle des Jahres gewannen.